# Sfântul Hubert
Hubert de Liège (n. anii 650 d.Hr., Toulouse, Franța – d. 30 mai 727 d.Hr., Tervuren, Flandra, Belgia) a fost un sfânt creștin care a devenit primul episcop de Liège în 708 d.Hr. El este sfântul patron al vânătorilor, matematicienilor, opticilor și metalurgilor, și este cunoscut drept „Apostolul Ardenilor”.
Hubert a fost larg venerat în Evul Mediu. Iconografia legendei sale se leagă de legenda martirului Sfântul Eustațiu. Bollandiștii au publicat șapte vieți timpurii ale lui Hubertus (Acta Sanctorum, 3 noiembrie 759 – 930 d.Hr.); prima dintre acestea a fost opera unui contemporan, deși oferă puține detalii.
Hubert a murit la 30 mai 727 d.Hr. în sau în apropierea unui loc numit (în latină) Fura. În Evul Mediu târziu, s-a afirmat că această locație a fost identificată ca Tervuren lângă Bruxelles, Belgia; Cu toate acestea, istoricii mai recent consideră că Voeren (Fourons), o locație mult mai aproape de Liège decât Bruxelles, este locul cel mai probabil unde a murit sfântul. Sărbătoarea lui Hubert este 3 noiembrie.

## Biografia
Hubert s-a născut probabil la Toulouse în jurul anului 656, fiul cel mare al lui Bertrand, Duce de Aquitania. La vârsta de 10 ani era să moare de febră. În tinerețe, Hubert a fost trimis la curtea neustriană a lui Theuderic al III-lea la Paris, unde farmecul său l-au adus la investiția sa cu demnitatea de „conte de palat”. Între timp, conduita tiranică a lui Ebroin, majordom-ul neustrian, a provocat o emigrare generală a nobililor și a altora la curtea Austrasiei de la Metz. La fel ca mulți nobili ai vremii, Hubert era un pasionat de vânătoare.
Cam în această perioadă (682), Hubert s-a căsătorit cu Floribanne, fiica lui Dagobert, conte de Leuven. Fiul lor, Floribert de Liège, avea să devină mai târziu episcop de Liège, pentru că episcopiile erau aproape considerate drept fiefe moștenite în marile familii ale regatelor merovingiene. Hubert și-a urmat curând nobilii săi la curtea Austrasiei și a fost primit cu căldură de  maior domus-ul Pepin de Herstal, care l-a întitulat aproape imediat Mare Maestru al gospodăriei.

## Conversia spirituală
Soția lui Hubert a murit dând naștere fiului lor, Floribert, iar durerea lui l-a determinat să se retragă din curte. S-a retras în pădurile din Ardene și s-a dedicat în întregime vânătorii.
Legenda spune că într-o dimineață de Vinerea Mare, în timp ce credincioșii se aflau în biserică, Hubert vâna în pădure. În timp ce urmărea un cerb, animalul s-a întors și Hubert a rămas uimit să vadă un crucifix plutind între coarnele lui. A auzit o voce care spunea: „Hubert dacă nu te întorci la Domnul și nu duci o viață sfântă, te vei coborî repede în Iad”. Hubert s-a prosternat, iar după ce a întrebat „Doamne, ce vrei să fac?” li s-a spus: „Du-te și caută-l pe Lambert și el te va instrui”.

## Cariera religioasă și moartea

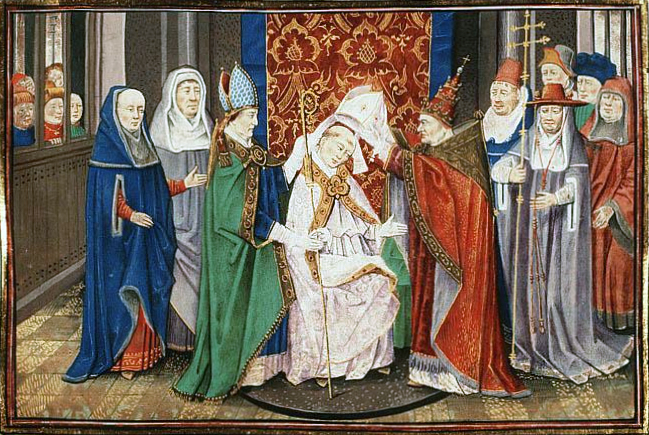
Sfântul Hubert fiind sfințit Episcop de către Papa Sergiu I.

Hubert a pornit imediat spre Maastricht, pentru a-l întâlni pe Lambert, un episcop care l-a primit cu bunăvoință și i-a devenit maestru spiritual. Hubert a renunțat la toate onorurile sale foarte considerabile și a renunțat la dreptul său de naștere asupra Aquitainei fratelui său mai mic, Odo, pe care l-a făcut gardian al fiului său, Floribert. După ce a dat toată averea personală la săraci, a studiat pentru preoție, a fost hirotonit și, curând după aceea, a devenit unul dintre asociații principali ai Sfântului Lambert în administrarea eparhiei sale. La sfatul Sfântului Lambert, Hubert a făcut un pelerinaj la Roma în 708, dar în timpul absenței sale, Lambert a fost asasinat de adepții lui Pepin. Conform hagiografiilor lui Hubert, acest act a fost dezvăluit simultan papei într-o viziune, împreună cu un ordin de numire a lui Hubert episcop de Maastricht.
Hubert și-a împărțit veniturile episcopale printre săraci, a fost sârguincios în post și în rugăciuni și a devenit bine cunoscut pentru elocvența sa la amvon. În 720, după o viziune, Hubert a transpus rămășițele Sf. Lambert de la Maastricht la Liège cu mare fast și ceremonie, cu mai mulți episcopi vecini asistând. O bazilică pentru relicve a fost construită pe locul martiriului lui Lambert și a fost sfințită ca catedrală în anul următor, scaunul fiind mutat de la Maastricht la Liège, pe atunci doar un mic sat. Aceasta a pus bazele viitoarei măreții a orașului Liège, unde Lambert este onorat ca patron, iar Hubert ca fondator și prim episcop.
Hubert a evanghelizat activ printre păgâni în pădurile întinse din Ardenne și în Toxandria, o regiune care se întindea de lângă Tongeren până la confluența râurilor Waal și Rinul.
A murit liniștit într-un loc numit Fura, situat la 50 de kilometri de Liège, la 30 mai 727 sau 728. Inițial a fost înmormântat în biserica colegială Sf. Petru din Liège, dar oasele sale au fost scoase din pământ și transportate în Abația Benedictină din Amdain („Andagium”, în franceză „Andage”, actualul Saint-Hubert, Belgia) în Ardenne în 825. Mănăstirea a devenit loc de pelerinaj, până când sicriul lui Hubert a dispărut în timpul Reformei Protestante. Sărbătoarea lui este 3 noiembrie, probabil data când moaștele sale au fost duse la Amdain.
Povestea cerbului apare pentru prima dată într-una dintre hagiografiile legendare de mai târziu (Bibliotheca hagiographic Latina, nr. 3994–4002) și a fost preluată din legenda Sfântului Eustațiu sau Placid. A fost atribuită Sfântului Hubert abia în secolul al XV-lea.

## Moștenirea și venerare
Hubert este onorat printre vânătorii sportivi ca fiind inițiatorul comportamentului etic de vânătoare. În unele versiuni ale poveștii, se spune că cerbul i-a spus lui Hubert să țină la animale cu o atenție mai mare și să aibă compasiune pentru ele, fiind creaturi ale lui Dumnezeu cu valoare în sine. Prin urmare, vânătorul, de exemplu, ar trebui să tragă numai atunci când este asigurată o ucidere curată, rapidă și, prin urmare, umană. Ar trebui să vâneze doar cerbii bătrâni care au trecut de anii lor de reproducere și să renunțe la o împușcătură mult așteptată pe un trofeu pentru a ucide un animal bolnav sau rănit care ar putea apărea la fața locului. Mai mult, nu ar trebui să vâneze niciodată o femelă cu puii în câlți, pentru a se asigura că puii să aibe o mamă care să-i ghideze spre hrană în timpul iernii. Aceasta este moștenirea lui Hubert, care este predată și astăzi și care a avut o mare atenție în cursurile ample și riguroase de educație a vânătorilor germani și austrieci.
Moștenirea sa este urmată și de vânătorii francezichasse à courre, care vânează cervi, mistreți și căprioare călărind, și sunt ultimii moștenitori direcți ai lui Hubert din Europa. Chasse à course se bucură în prezent de o revigorare în Franța. Acești vânători aplică un set specific de etică, ritualuri, reguli și tactici care datează din Evul Mediu timpuriu. Hubert este venerat în fiecare an de vânătoare în ceremonii oficiale.